# Beauty Is Only Skin Deep
Beauty Is Only Skin Deep is een hitsingle van de Amerikaanse soulgroep The Temptations uit 1966. Het nummer werd geschreven door Norman Whitfield in samenwerking met Eddie Holland. Whitfield had de instrumentatie al twee jaar van tevoren, in 1964, ontworpen en opgenomen, maar moest twee jaar wachten tot hij iemand, Eddie Holland, vond om er een tekst bij te schrijven.
De tekst van het nummer gaat over innerlijke schoonheid. De verteller, leadzanger David Ruffin, vertelt dat hij er genoeg van heeft om te daten met aantrekkelijke vrouwen die geen mooi karakter hebben. Daarom is hij nu samen met een vrouw die hij fysiek niet even aantrekkelijk als zijn eerdere vriendinnen vindt, maar die van binnen zo aantrekkelijk is dat dat alles goed maakt. Ondanks dat in de tekst zijn vrienden niet begrijpen waarom hij samen met haar is, zijn ze toch gelukkig samen.
Voordat de hitversie van The Temptations uitgebracht werd, hadden andere Motown artiesten Beauty Is Only Skin Deep ook al opgenomen. Een daarvan is Jimmy Ruffin, de broer van David. Na het succes van The Temptations hebben ook nog Smokey Robinson & The Miracles een albumversie van het nummer opgenomen.
Beauty Is Only Skin Deep is, samen met Ball of Confusion (That's What the World Is Today), een van de weinige singles van The Temptations die niet op een normaal studioalbum verschenen. Het nummer kwam later dat jaar wel op het eerste "Greatest Hits" album van de groep. Het was tevens de eerste single van het Gordy label met het nieuwe design van de maatschappij erop. Sommige volgende singles zouden echter wel nog het oude design dragen, omdat de persers eerst alle lege labels op wilden maken.

## Bezetting
- Lead: David Ruffin
- Achtergrond: Melvin Franklin, Paul Williams, Otis Williams en Eddie Kendricks
- Instrumentatie: The Funk Brothers
- Schrijvers: Norman Whitfield en Eddie Holland
- Productie: Norman Whitfield